# 장산 대리 지석묘군
장산 대리 지석묘군은 전라남도 신안군 장산면에 있다. 2000년 1월 31일 신안군의 향토유적 제5호로 지정되었다.

## 개요
모두 4개군으로 총9기가 확인되며, 대리 2구 삼방마을, 대리 대신터, 장산중학교 서편 등에 있다.